# Black Buttes
Koordinaten: 48° 46′ 17″ N, 121° 51′ 3″ W

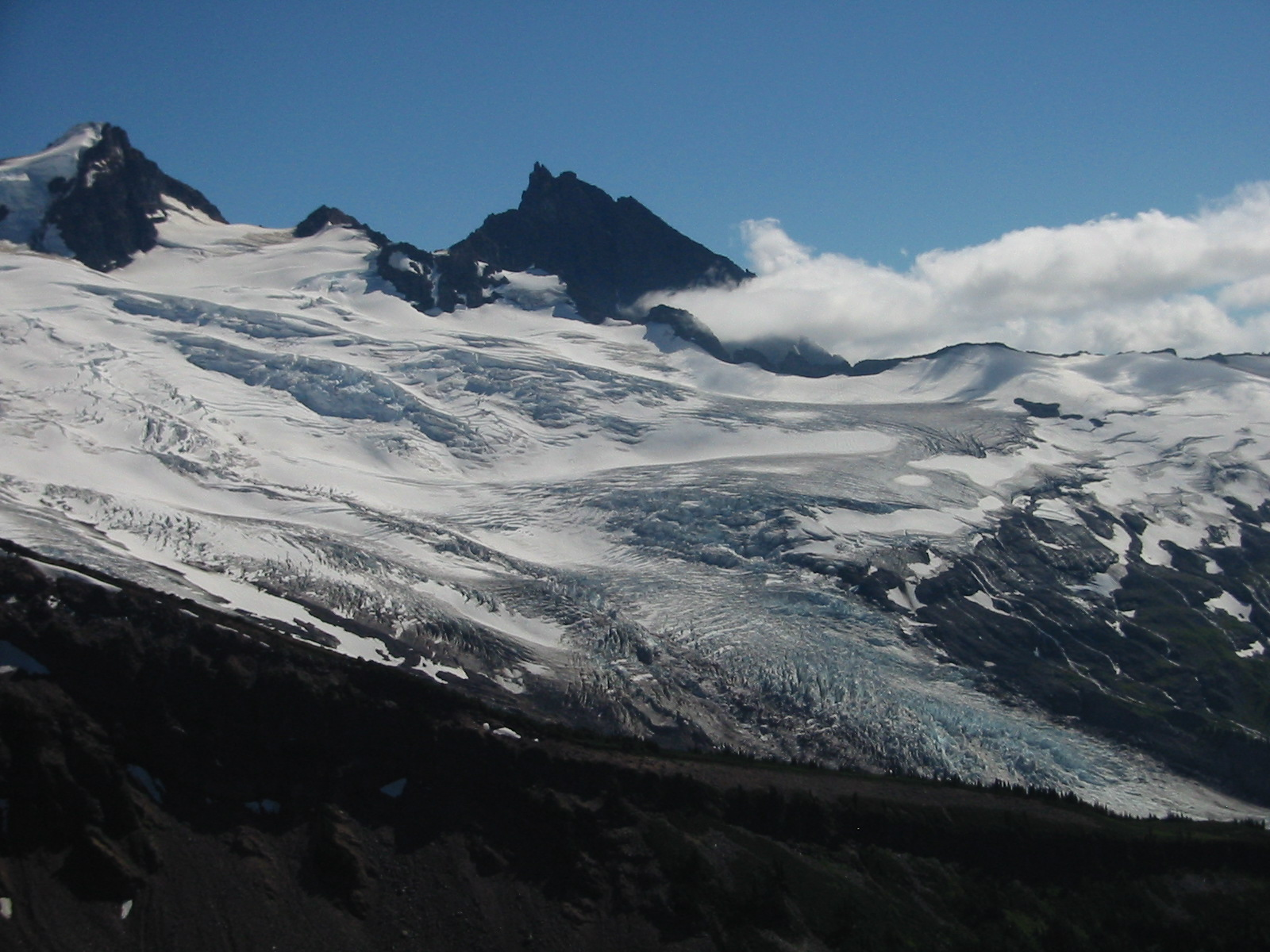
Black Buttes über dem Coleman-Gletscher

Der erloschene und erodierte Schichtvulkan Black Buttes (bedeutet so viel wie schwarze Kuppe) ist Teil der Kaskadenkette an der Westküste Nordamerikas und liegt im Norden des US-Bundesstaats Washington. Am Colfax Peak erreicht er eine Höhe von 2877 m.
Sein letzter Ausbruch dürfte zwischen 500.000 und 300.000 Jahre her sein. Der circa 30.000 Jahre alte Vulkan Mount Baker sitzt auf der Flanke des Black Buttes.
Es gibt in den Vereinigten Staaten weitere Vulkane, die Black Butte heißen, einen in Oregon und einen in Kalifornien.